# Eleocharis elongata
Eleocharis elongata är en halvgräsart som beskrevs av Alvin Wentworth Chapman. Eleocharis elongata ingår i släktet småsäv, och familjen halvgräs. Inga underarter finns listade i Catalogue of Life.